# Kin Sugai
Kin Sugai (菅井きん, Sugai Kin), née le 28 février 1926 et morte le 10 août 2018, est une actrice japonaise. Elle est référencée au livre Guinness des records comme l'actrice la plus âgée dans un rôle principal au cinéma.

## Biographie
Kin Sugai, dont le vrai nom est Kimiko Satō, commence sa carrière d'actrice au théâtre. Elle rejoint en 1946 le Tokyo Metropolitan Art Space (東京芸術劇場, Tōkyō Geijutsu Gekijō) puis plus tard le théâtre Gekidan Haiyūza de Tokyo. 
Au cinéma et à la télévision, elle interprète de nombreux seconds rôles, aussi bien dans des films historiques que contemporains. Kin Sugai a tourné dans près de 100 films au cinéma entre 1952 et 2010 et le livre Guinness des records la référence comme l'actrice la plus âgée dans un rôle principal au cinéma pour son interprétation dans Ma grand-mère (ぼくのおばあちゃん, Boku no obāchan) de Hideo Sakaki à l'âge de 82 ans.
Elle s'est mariée au producteur japonais Masayuki Satō (1918-1996).
Kin Sugai meurt le 10 août 2018 d'une attaque cardiaque à son domicile de Tokyo.

## Filmographie partielle

### Au cinéma
- 1952 : Vivre (生きる, Ikiru?) d'Akira Kurosawa
- 1954 : Godzilla (ゴジラ, Gojira?) d'Ishirō Honda : Ozawa
- 1955 : Les Loups (狼, Okami?) de Kaneto Shindō
- 1957 : Chronique du soleil à la fin de l'ère Edo (幕末太陽伝, Bakumatsu taiyōden?) de Yūzō Kawashima
- 1958 : Le Guet-apens (張込み, Harikomi?) de Yoshitarō Nomura : Mme Shimooka
- 1958 : Désirs volés (盗まれた欲情, Nusumareta yokujo?) de Shōhei Imamura : Osen Yamamura
- 1959 : Le Mur humain (人間の壁, Ningen no kabe?) de Satsuo Yamamoto
- 1960 : Quand une femme monte l'escalier (女が階段を上る時, Onna ga kaidan wo agaru toki?) de Mikio Naruse
- 1960 : Kuroi gashū: Aru sarariman no shōgen (黒い画集 あるサラリーマンの証言?) de Hiromichi Horikawa : Misae Sugiyama
- 1960 : Les salauds dorment en paix (悪い奴ほどよく眠る, Warui yatsu hodo yoku nemuru?) d'Akira Kurosawa
- 1960 : À l'approche de l'automne (秋立ちぬ, Aki tachinu?) de Mikio Naruse
- 1961 : Cochons et Cuirassés (豚と軍艦, Buta to gunkan?) de Shōhei Imamura : la mère de Haruko
- 1961 : La Nuit des femmes (女ばかりの夜, Onna bakari no yoru?) de Kinuyo Tanaka : contremaître dans l'usine Murata
- 1963 : L'Histoire de la femme (女の歴史, Onna no rekishi?) de Mikio Naruse : Tsune Masuda
- 1964 : Kwaïdan (怪談, Kaidan?) de Masaki Kobayashi : une villageoise
- 1965 : Barberousse (赤ひげ, Akahige?) d'Akira Kurosawa : la mère de Chobo
- 1970 : Dodes'kaden (どですかでん, Dodesukaden?) d'Akira Kurosawa : Onuki
- 1970 : La Vie éphémère (無常, Mujō?) d'Akio Jissōji : la nonne
- 1974 : Le Vase de sable (砂の器, Suna no utsuwa?) de Yoshitarō Nomura
- 1976 : Tombe de yakuza et fleur de gardénia (やくざの墓場 くちなしの花, Yakuza no hakaba: Kuchinashi no hana?) de Kinji Fukasaku : Kimiyo Iwamoto
- 1979 : Gassan (月山?) de Tetsutaro Murano : Kane
- 1981 : L'Affaire Shimoyama (日本の熱い日々 謀殺・下山事件, Nihon no atsui hibi bōsatsu: Shimoyama jiken?) de Kei Kumai : Fusa
- 1984 : Appassionata (序の舞, Jo no mai?) de Sadao Nakajima : Asa
- 1984 : The Funeral (お葬式, Osōshiki?) de Jūzō Itami
- 1984 : Hissatsu! (必殺!?) de Masahisa Sadanaga
- 1986 : Uemura Naomi monogatari (植村直己物語?) de Jun'ya Satō : Yoshi Ogawa
- 1995 : Le Fleuve profond (深い河, Fukai kawa?) de Kei Kumai : la maîtresse de Tsukada
- 2008 : Ma grand-mère (ぼくのおばあちゃん, Boku no obāchan?) de Hideo Sakaki : Misao Murata
- 2010 : Voyage avec Haru (春との旅, Haru tono tabi?) de Masahiro Kobayashi : Keiko Kanemoto

## Distinctions

### Décorations
- 1990 : Médaille au ruban pourpre[3]
- 1996 : Ordre de la Couronne précieuse de 4e classe

### Récompenses
- 1984 : Hōchi Film Award de la meilleure actrice dans un second rôle pour son interprétation dans The Funeral [4]
- 1985 : prix de la meilleure actrice dans un second rôle pour ses interprétations dans The Funeral et Hissatsu! aux Japan Academy Prize[5]
- 1985 : prix de la meilleure actrice dans un second rôle au festival du film de Yokohama pour son interprétation dans The Funeral[6]